# میلتن اچ. گرین
میلتن اچ گرین (انگلیسی: Milton H. Greene؛ ۱۲ مارس ۱۹۲۲ – ۸ اوت ۱۹۸۵) یک عکاس اهل ایالات متحده آمریکا بود.